# Abraham Lipski
Abraham Icchok Lipski (ur. 30 listopada 1911 w Łodzi, zm. 1 grudnia 1982 w Brukseli) – belgijski inżynier lądowy i wynalazca pochodzenia polsko-żydowskiego.

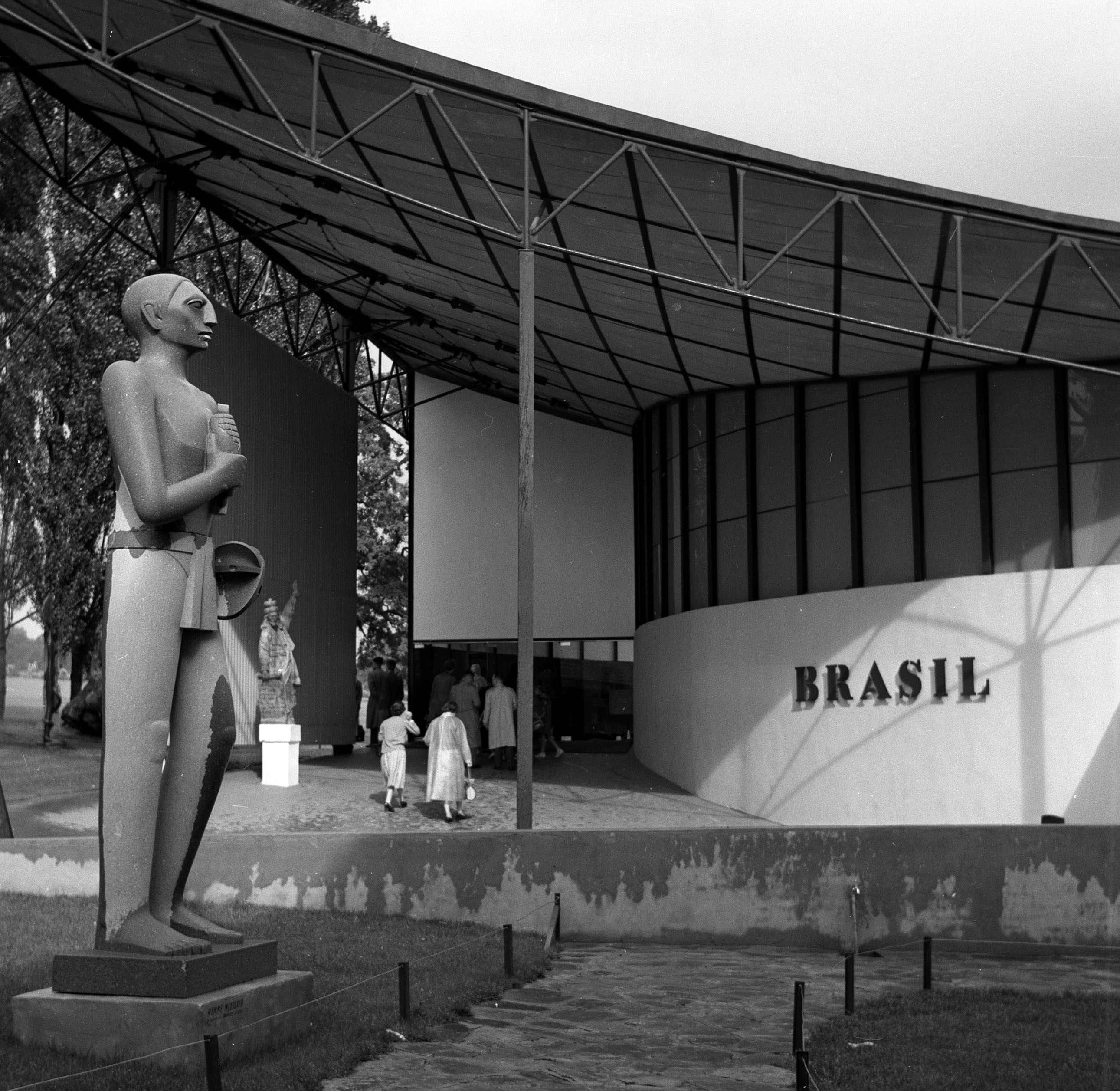
Pawilon Brazylii na Wystawie Światowej w Brukseli (1958)

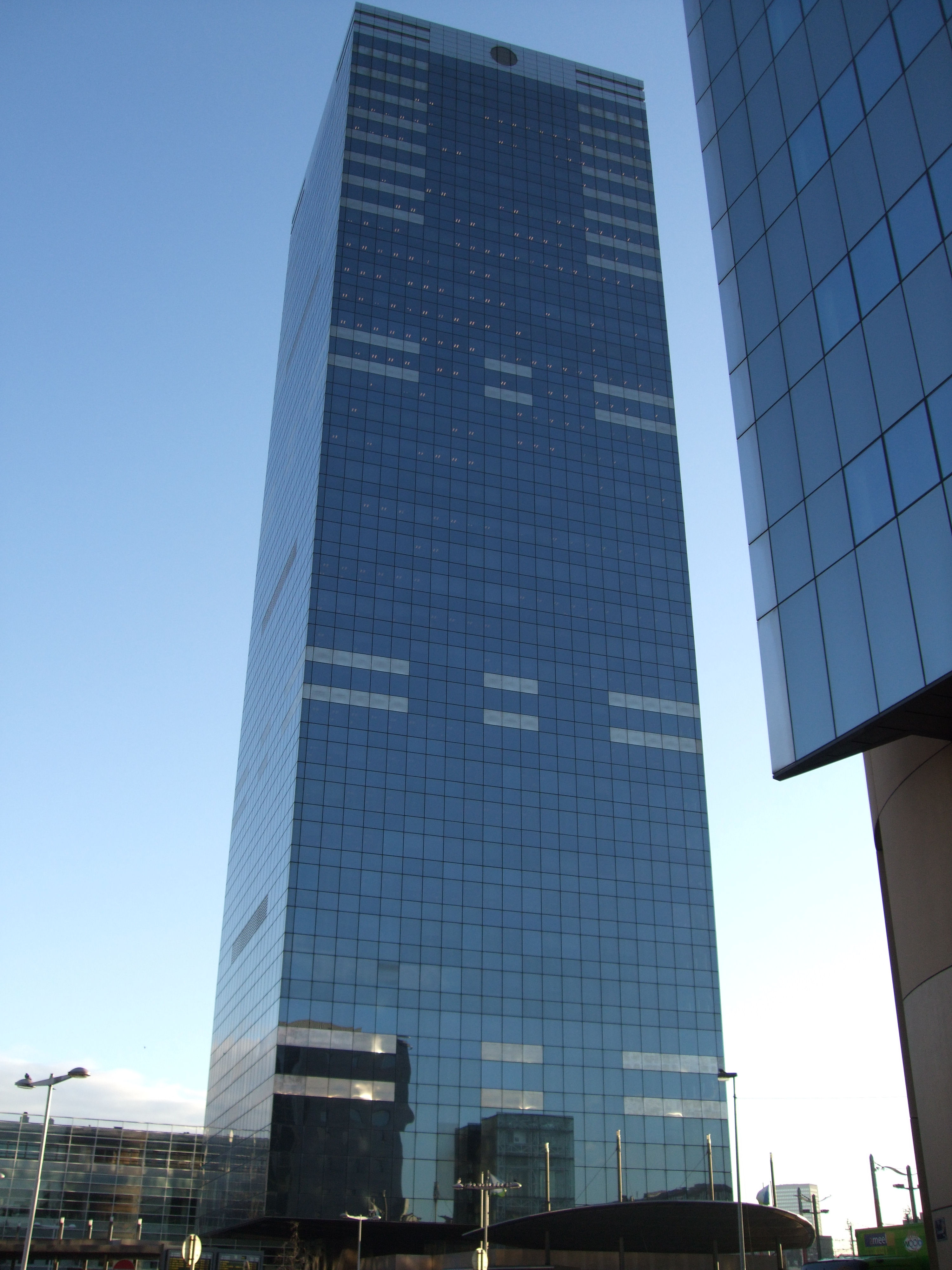
Tour du Midi w Brukseli – najwyższy budynek w Belgii

## Życiorys
Ukończył szkołę średnią w Łodzi. W związku numerus clausus, nie mógł studiować w Polsce, w związku z czym odbył studia inżynieryjne na Uniwersytecie Gandawskim, gdzie w 1935 uzyskał stopień naukowy inżyniera budownictwa lądowego oraz pracował jako asystent profesora Gustave'a Magnela w Laboratorium Żelbetu na Uniwersytecie w Gandawie i prowadził biuro projektowe.
W 1948 przeniósł swoją działalność do Brukseli, gdzie rozwinął swoje biuro projektowe – projektował mosty i wiadukty, budynki mieszkalne, administracyjne, handlowe, szkolne, obiekty sportowe, tunele, obiekty hydrotechniczne i portowe, kościoły i szpitale, sale widowiskowe i pawilony wystawowe.
W 1950 wynalazł i opatentował belkę konstrukcyjną „Preflex”, stanowiącą połączenie stali i betonu. Jej konstrukcja pozwala na przeniesienie większego obciążenia na belkę, wykorzystując pomysł obudowywania belek stalowych betonem. W latach 1951–1978 Lipski prowadził jednocześnie kierował biurem projektowym oraz prowadził działalność przemysłową, zajmując się produkcją belek Preflex w ramach przedsiębiorstwa SA Preflex w fabryce w Ternat. Opatentowana przez Lipskiego belka odniosła znaczny sukces i była wykorzystywana w konstrukcjach na całym świecie, w tym m.in. w Belgii, Izraelu, Luksemburgu, oprócz realizacji biura projektowego Lipskiego, były one wykorzystywane podczas realizacji węzła kolejowego Północ-Południe w Brukseli, mostów na Autostradzie Walońskiej, stacji i tuneli brukselskiego metra, a także pawilonów Wystawie Światowej w Brukseli (1958).

### Życie prywatne
Pochodził z rodziny syjonistycznej. Syn Hanocha Lipskiego i Fajgi z domu Lipszyc, mąż Tauby z domu Lempert (ur. 1911 w Kiszyniowie, zm. 1993 w Brukseli), z którą miał dwóch synów: Raphaëla (ur. 1939) – inżyniera budownictwa i Alexandre’a (ur. 1952) – doktora medycyny.

## Wybrane realizacje
- pawilony Izraela i Brazylii oraz pawilon transportowy na Wystawie Światowej w Brukseli (1958);
- Parking 58(inne języki) (współautor: Pierre D’Haveloose) na Wystawę Światową w Brukseli (1958)[1];
- konstrukcje nabrzeży w Ostendzie i Gandawie;
- Tour du Midi(inne języki) w Brukseli;
- kolejka linowo-terenowa Carmelit w Hajfie;
- Shalom Meir Tower w Tel Awiwie;
- Port lotniczy Ben Guriona (dawn. Lydda) w Tel Awiwie;
- dworzec autobusowy w Tel Awiwie[2];
- Browar Artois(inne języki) w Leuven[3].

## Publikacje
- Abraham Lipski i Louis Baes, The Preflex Beam, Desoer Editions, Liège, 1965.

## Wyróżnienia
- Nagroda im. R.S. Reynoldsa (1958) za Pawilon Transportowy na Wystawie Światowej w Brukseli[4]